# Карел Апел
Карел Апел (на нидерландски: Christiaan Karel Appel) е нидерландски художник и скулптор, роден в Амстердам, който може да бъде причислен към експресионистите. Учи в Държавната академия по изобразителни изкуства там от 1940 до 1943 г. и прави първата си изложба в Гронинген през 1946 г. Влияе се от Пикасо, Матис и Жан Дюбюфе. Влиза в Нидерландската експериментална група и КоБрА през 1948 г., заедно с Корней, Констант и Ян Нювенхойс. Неговата фреска в кметството на Амстердам от 1949 г. предизвиква спор и стои покрита 10 години.
През 1950 г. той се мести в Париж, след което развива международната си репутация, като пътува до Мексико, САЩ, Югославия и Бразилия. Той е особено известен със стенописите си и живее между Ню Йорк и Флоренция. Умира на 3 май 2006 г. в Цюрих, където живее в този момент. Погребан е в гробището Пер Лашез в Париж.